# Thomas Andrew Donnellan

Wappen von Thomas Andrew Donnellan

Thomas Andrew Donnellan (* 24. Januar 1914 in New York City, New York, USA; † 15. Oktober 1987 in Atlanta, Georgia) war Erzbischof von Atlanta.

## Leben
Thomas Andrew Donnellan empfing am 3. Juni 1939 das Sakrament der Priesterweihe.
Am 28. Februar 1964 ernannte ihn Papst Paul VI. zum Bischof von Ogdensburg. Der Erzbischof von New York, Francis Kardinal Spellman, spendete ihm am 9. April desselben Jahres in der New Yorker St. Patrick’s Cathedral die Bischofsweihe; Mitkonsekratoren waren der Bischof von Springfield, Christopher Joseph Weldon, und der Weihbischof in New York, John Joseph Maguire. Am 13. April 1964 fand die Amtseinführung statt.
Am 24. Mai 1968 ernannte ihn Paul VI. zum Erzbischof von Atlanta. Die Amtseinführung erfolgte am 16. Juli desselben Jahres. Das Amt übte er 19 Jahre lang aus, bis er im Mai 1987 einen Schlaganfall erlitt, der ihn in der Folge im Oktober desselben Jahres aus dem Leben scheiden ließ.